# Tabula Rasa (Buffy the Vampire Slayer)
Tabula rasa es el octavo episodio de la sexta temporada de la serie de televisión Buffy la cazavampiros.
En este episodio aparece la cantante Michelle Branch en el Bronze como cantante.

## Argumento
En el cementerio, Buffy sale de cacería y Spike aparece ya que hay un demonio al que por lo visto le debe unos gatitos y desea evitar, el vampiro intenta aclarar el beso que se dieron, pero Buffy prefiere evadir el tema. 
Mientras tanto el resto del grupo conversa comprendiendo finalmente el daño que han hecho a Buffy resucitándola y el por qué de su comportamiento, Willow asegura que solo necesitan borrar su memoria para que vuelva a ser como antes lo que despierta la molestia de Tara que revela saber que le ha borrado su memoria en el pasado cuando no han estado de acuerdo, además le hace ver como es que cada día depende más de la magia por lo que Willow promete estar una semana sin hacer magia, aunque no demuestra intención de tomárselo en serio. Giles le dice a Buffy que le ha enseñado todo lo que podía sobre cómo ser Cazavampiros, igual que su madre le enseñó todo sobre cómo vivir. Tiene que ser fuerte y seguir adelante sola.
Esa misma Willow repite el hechizo con la intención de borrar lo que Tara sabe y los recuerdos de Buffy sobre el cielo, para ello debe quemar ciertas hierbas cerca del fuego hasta que una piedra blanca se vuelva negra, el hechizo estará completado, sin embargo cuando el resto llega deja el hechizo hasta la mitad escondiendo la piedra en su bolsillo. Giles les ha reunido a todos en la tienda de magia para decir que tiene pensado volver a Inglaterra. Spike entra vestido con un anticuado traje que ha robado de un cadáver intentando esconderse del demonio a quien le debe. La piedra de Willow está ya negra, pero al no haberse hecho adecuadamente hace todos se desmayen. La primera en despertarse es Buffy. Willow y Xander han caído juntos. Anya y Giles también se despiertan juntos. Poco a poco todos abren los ojos, nadie recuerda nada ni a nadie. Dawn está muy confusa y Buffy se acerca a tranquilizarla.
Spike llega a la conclusión de que es hijo de Giles ya que ambos son ingleses y Anya, al ver el anillo en su mano, se cree la prometida del Vigilante. Willow sugiere que para averiguar sus nombres deben mirar sus carnés. Buffy al no llevar documentos se inventa su propio nombre, Spike se queda con Randy (porque está bordado en su chaqueta). Dawn y Buffy llegan a la conclusión de que son hermanas.
Cuando deciden salir de la tienda se encuentran con un grupo de vampiros que trabajan para el demonio de quien Spike se esconde. Todos salen corriendo, así que los vampiros se cuelan en la tienda y agarran a Spike y a Buffy. Ésta dice que debe ser superior y que es muy fuerte. Junto a Spike sale de la tienda. Giles y Anya deciden buscar en los libros de magia algo que les ayude. El resto escapa por las alcantarillas.
Cuando están peleando fuera, la cara de Spike se transforma y Buffy huye al verlo. En las alcantarillas los vampiros alcanzan al resto del grupo. En la tienda de magia las cosas se complican con los hechizos. Cuando Spike alcanza a Buffy le dice que es un vampiro. Anya está insoportable y Giles le dice que no le extraña que la vaya a dejar: le muestra el billete de avión que hay en su chaqueta. Ella se enfada y le tira el anillo a la cara. Giles acaba pidiéndole perdón y se besan apasionadamente.
En las alcantarillas, un vampiro va a atacar a Tara pero Willow se tira sobre ella para evitar que la alcance. El cristal negro se escapa del bolsillo de Willow. Xander mata a un vampiro. Tara levanta el brazo y le aparta el pelo de la cara a Willow. Xander pisa el cristal. Al romperse, el hechizo desaparece. Tara se da cuenta de lo que ha hecho Willow y la aparta de su lado. Todos recuperan su memoria y miran decepcionados a Willow.
Tara empaqueta sus cosas en cajas y se marcha de la casa mientras Willow está en el suelo del baño llorando y Buffy en la barra del Bronze, completamente desorientada. Spike se le acerca intentando hablar, pero ella aparta la mirada. Giles vuela en el avión. Buffy y Spike se besan en el Bronze.

## Reparto

### Personajes principales
- Sarah Michelle Gellar como Buffy Summers.
- Nicholas Brendon como Xander Harris.
- Alyson Hannigan como Willow Rosenberg.
- Emma Caulfield como Anya Jenkins.
- Michelle Trachtenberg como Dawn Summers.
- James Marsters como Spike.

### Apariciones especiales
- Anthony Stewart Head como Rupert Giles.
- Amber Benson como Tara Maclay.

### Personajes secundarios
- Raymond O'Connor como Dientes, el tiburón prestamista.
- Geordie White como Vampiro #1.
- Stephen Triplett como Vampiro #2.
- David Franco como Vampiro #3.

## Producción

### = Música
- Michelle Branch - «Goodbye to you»

## Continuidad
Aquí se presentan los hechos que o bien influyen en la sexta temporada exclusivamente, o bien que viniendo de episodios anteriores influyen en este. Y por último, acontecimientos que ocurren en este episodio que influyen en las demás temporadas o en alguna otra temporada.

### Para la sexta temporada
- Giles abandona a Buffy hasta el final de la temporada.
- Tara deja a Willow que sigue inmersa en su espiral hacia la adicción a la magia.